# Teraz Poliż
Teraz Poliż – jedyny profesjonalny kobiecy teatr w Polsce. Grupa powstała jako niezależna grupa twórczyń związanych z teatrem i od początku swojej działalności kładzie nacisk na teatralną twórczość związaną z kobietami i kobiecością.

## Działalność
Teraz Poliż produkuje i prezentuje spektakle teatralne, happeningi, performance, otwarte czytania performatywne, koncerty, organizuje warsztaty teatralne i dyskusje. Regularnie powraca do tematyki wykluczenia i przemocy, angażuje się w działania dla dzieci i młodzieży. Od 2015 roku realizuje także projekty badawcze mające na celu przywracać pamięć o nieznanych i zapomnianych kobietach, które znacząco wpłynęły na obecny kształt sztuki i rzeczywistości społecznej.
Grupa Artystyczna Teraz Poliż została utworzona w 2008 roku w Warszawie przez aktorki: Martę Jalowską, Dorotę Glac, Adriannę Kornecką, Dominikę Strojek, Kamilę Worobiej oraz reżyserki: Ulę Kijak i Martę Ogrodzińską (obecnie Miłoszewską). W 2009 roku powstało Stowarzyszenie Grupa Artystyczna Teraz Poliż stanowiące osobowość prawną wcześniej nieformalnej grupy. Teraz Poliż współpracuje z takimi organizacjami jak: Międzynarodowa Organizacja na Rzecz Praw Człowieka Amnesty International, Fundacja ITAKA, Centrum Praw Kobiet czy Fundacja Trans-Fuzja oraz grupa badaczek „HyPaTia – Kobieca Historia Teatru Polskiego. Feministyczny Projekt Badawczy”.
W 2015 roku Teraz Poliż zostało uhonorowane przez Ministra Kultury i Dziedzictwa Narodowego – Małgorzatę Omilanowską nagrodą za całokształt twórczości i działalność na rzecz kobiet.
Obecny skład: Ilona Błaut, Alina Gajdamowicz, Dorota Glac, Kora Gałązka, Marta Jalowska, Adrianna Kornecka, Emanuela Osowska, Marta Wesołowska, Anna Wilczyńska, Kamila Worobiej, Anna Zakościelna

## Ideologia
Teraz Poliż funkcjonuje na obrzeżach głównego nurtu i skrzyżowaniu różnych środowisk związanych ze sztuką, nie przynależy do żadnego miejsca i żadnej instytucji, co umożliwia krytyczne spojrzenie na sam teatr, jego formy i konfiguracje w głównym obiegu, jak i poza nim, zmusza do ciągłej redefinicji swojego statusu i zajmowanego miejsca, które właściwie w momencie uchwycenia, jest już zupełnie innym miejscem. Grupa formułuje i wciela na scenie i w stowarzyszeniu niehierarchiczne metody pracy oraz eksploruje różne możliwe struktury poziome.

## Najważniejsze działania
- spektakl „Liminalna, jestem snem którego nie wolno śnić”, reżyseria Marta Miłoszewska (dawniej Ogrodzińska), 2008[4]
- spektakl „Sukienka z dziurką”, reżyseria Ula Kijak, 2010[5]
- projekt „dziwy polskie”, 2015[6][7]
- spektakl „Kto się boi Sybilii Thompson?”, reżyseria: Ula Kijak, współpraca reżyserska przy premierze warszawskiej: Julia Szmyt, 2015[8]
- słuchowiska m.in. „Ryt” Marty Sokołowskiej w reżyserii Weroniki Szczawińskiej[9], „Bombowe dziewczyny” Zuzanny Bojdy w reżyserii Anny Karasińskiej[10], 2018
- spektakl „Lipa w cukrze” w reżyserii Magdy Szpecht, 2019[11][12]
- spektakl „Black Square. Sonata for keyboard and tape” w reżyserii Wojtka Blecharza, 2020[13]
- audioserial „Familia” w reżyserii Jakuba Skrzywanka[14]